# Příchovice
Obec Příchovice (německy Prichowitz) se nachází v okrese Plzeň-jih, kraj Plzeňský. Žije zde přibližně 1 200 obyvatel.

## Historie
První písemná zmínka o obci pochází z roku 1328.

## Pamětihodnosti
- Zámek Příchovice
- Kaple svatého Jana Nepomuckého
- Socha svatého Jana Nepomuckého
- Lesní kaple u sv. Vojtěcha
- hrad Skála
- Lípa pod Ticholovcem s kaplí sv. Anny

## Části obce
- Příchovice
- Kucíny
- Zálesí

V letech 1960–1990 k obci patřily i Radkovice.

## Příroda
- vrch Ticholovec

## Sport
V obci působí TJ Příchovice, jenž měla v roce 2023 více než 120 členů. Velmi úspěšný oddíl národní házené hraje 1. ligu mužů (mistři ČR 2024) a oblastní přebor žen.